# Römerbad (Baden)

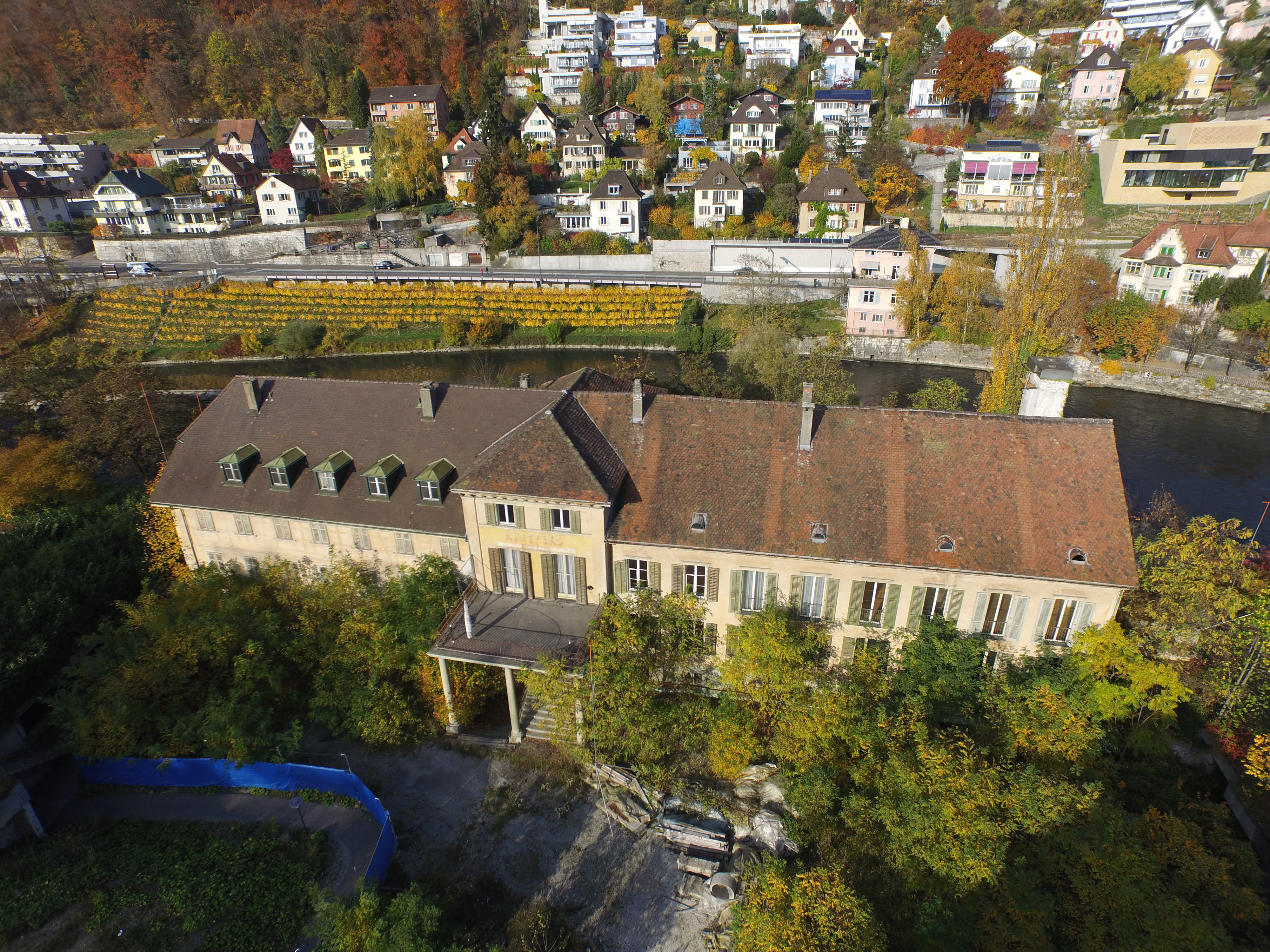
Römerbad im November 2015

Das Römerbad war ein Hotelgebäude in Baden im Kanton Aargau. Es stand im Bäderquartier am Ufer der Limmat und war eine Dependance des von 1876 bis 1944 bestehenden Grand Hôtels. 2017 wurde es abgerissen.

## Geschichte
Das Römerbad entstand 1860 als Annexbau eines Gasthofs, der 1293 erstmals als «Schinderhof» erwähnt worden war und seit dem frühen 16. Jahrhundert als «Hinterhof» bezeichnet wurde. Über fünf Jahrhunderte lang gehörte er zu den vornehmsten Häusern im Bäderquartier. 1872 erwarb die Neue Kuranstalt AG den Hinterhof und begann im folgenden Jahr mit dessen Abbruch. Nur aufgrund des Umstands, dass das projektierte Grand Hôtel wegen Finanzierungsschwierigkeiten nicht im vollen Umfang ausgeführt werden konnte, blieb der Annexbau als dessen Dependance bestehen. Das dreigeschossige Gebäude mit sieben Achsen war im schlichten klassizistischen Stil erbaut worden. Es besass ein barockes Portal mit toskanischen Säulen und verkröpftem Gebälk. In die Supraporte war ein Wappen der früheren Besitzerfamilie Dorer eingemeisselt, ebenso unter einem Dreieckgiebel an der Rückseite des Gebäudes.
Nachdem das Grand Hôtel in Konkurs gegangen und am 18. August 1944 durch die Schweizer Armee gesprengt worden war, blieb die Dependance unter der Bezeichnung «Römerbad» vorerst weiter bestehen. 1950 wurde darin ein neuer Hotelbetrieb eingerichtet, der sich jedoch nur wenige Jahre hielt. Später baute man die Hotelzimmer in Wohnungen und Künstlerateliers um. Das Gebäude war zwar denkmalgeschützt, wurde aber allmählich dem Verfall überlassen. Nach der Bekanntgabe eines Neubauprojekts im August 2009 war das Ende des Römerbads absehbar, da es auf dem Baugrund einer neuen, von Mario Botta projektierten Therme stand. Auf dem Areal vor dem Gebäude führte die Kantonsarchäologie Aargau bis 2012 umfangreiche Ausgrabungen durch. Schliesslich wurde das Römerbad am 17. Januar 2017 abgerissen.